# Wikipedija na ukrajinskom jeziku
Wikipedija na ukrajinskom jeziku (ukr. Українська Вікіпедія) inačica je Wikipedije na ukrajinskom jeziku, započeta 30. studenoga 2004. 
Dana 16. prosinca 2004. prešla je 10 000 članaka, 16. siječnja 2007. 50 000, a 6. lipnja 2017. godine imala ih je 700 000. 
Sada ima 1 371 517 članaka, 3253 aktivna suradnika,  48 administratora i ukupno 44 887 545 uređivanja.

## Ukupan broj članaka
- 30. siječnja 2004. — prvi članak
- 4. travnja 2004. — 1.000 članaka
- 18. lipnja 2004. — 5.000 članaka
- 16. prosinca 2004. — 10.000 članaka
- 1. listopada 2005. — 20.000 članaka
- 15. listopada 2006. — 30.000 članaka
- 12. studenog 2006. — 40.000 članaka
- 16. siječnja 2007. — 50.000 članaka
- 17. svibnja 2007. — 60.000 članaka
- 9. rujna 2007. — 70.000 članaka
- 13. prosinca 2007. — 80.000 članaka
- 24. siječnja 2008. — 90.000 članaka
- 28. ožujka 2008. — 100.000 članaka
- 13. srpnja 2008. — 120.000 članaka
- 30. svibnja 2009. — 150.000 članaka
- 7. travnja 2010. — 200.000 članaka
- 20. prosinca 2010. — 250.000 članaka
- 7. srpnja 2011. — 300.000 članaka
- 28. prosinca 2011. – 350.000 članaka
- 20. rujna 2012. — 400.000 članaka
- 12. svibnja 2014. — 500.000 članaka
- 13. studenog 2015. — 600.000 članaka
- 4. lipnja 2017. — 700.000 članaka

## Vanjske poveznice
- Wikipedija na ukrajinskom jeziku